# Estação Encantado
Encantado foi uma estação de trem do Rio de Janeiro, ficava localizado entre a estação Piedade e Engenho de Dentro no bairro Encantado.A estação ficava quase embaixo do viaduto da Linha Amarela e foi desativada em 6 de fevereiro de 1971. Após a criação da CBTU, em 1984, chegou-se a estudar a reabertura da estação através de um estudo de viabilidade, porém a estação continuou fechada.
Atualmente serve apenas como passagem subterrânea para pedestre, as plataforma e os seus acessos foram demolidas.